# Sofie Staelraeve
Sofie N.M-J. Staelraeve, née le 14 octobre 1975 à Courtrai est une femme politique belge flamande, membre du OpenVLD.
Elle est docteur en sciences politiques; ancienne assistante d'université.

## Fonctions politiques
- Présidente du CPAS de Kuurne.
- Échevine de Kuurne.
- Députée fédérale du 20 mars 2008 au 6 mai 2010, en remplacement de Bart Tommelein.